# Don't Let Go (film)
Pour l'album de Jerry García Band, voir Don't Let Go (album).
Pour plus de détails, voir Fiche technique et Distribution.
Don't Let Go est un film américain réalisé par Jacob Aaron Estes, sorti en 2019.
Le film suit la famille d'un flic qui est assassinée et il reçoit un appel de l'une des victimes, sa nièce.

## Synopsis
Jack Radcliff, détective de la section homicides, reçoit un appel de sa nièce Ashley. Son père (et le frère de Jack), Garret, a oublié de venir la chercher. Ashley et Jack mangent dans un restaurant et Jack promet de parler de sa responsabilité à son frère, un ancien trafiquant de drogue prenant des médicaments pour le trouble bipolaire. La nuit suivante, Jack reçoit un appel court et tronqué d'Ashley, effrayée. Il se précipite chez Ashley et trouve Garret, la mère d'Ashley et Ashley, ainsi que le chien de la famille, tous abattus. La police juge l'affaire comme un meurtre-suicide commis par Garret. Malgré le réconfort de son partenaire Bobby, à qui l'affaire a été confiée, Jack s'en veut ; il est convaincu que sa conversation avec Garret a déclenché ses horribles actions.
Deux semaines plus tard, Jack commence à recevoir des appels du téléphone d'Ashley, même si la ligne a été déconnectée. Lorsqu'il répond, Ashley lui parle comme si de rien n'était. Jack se rend vite compte qu'il communique d'une manière ou d'une autre par téléphone avec Ashley plusieurs jours avant son meurtre. Ashley elle-même n'a pas conscience de son destin et ne sait pas qu'elle parlera à Jack dans l'avenir. Jack ne dit pas à Ashley la vérité déroutante, mais espère qu'avec ses conseils, elle pourra modifier les événements pour empêcher le meurtre-suicide. À partir de ce moment, le film se situe entre Jack dans le présent et Ashley dans le passé.

## Fiche technique
- Titre : Don't Let Go
- Réalisation : Jacob Aaron Estes
- Scénario : Jacob Aaron Estes et Drew Daywalt
- Musique : Ethan Gold
- Photographie : Sharone Meir
- Montage : Billy Fox et Scott D. Hanson
- Production : Jason Blum, Bobby Cohen et David Oyelowo
- Société de production : Blumhouse Productions et Briarcliff Entertainment
- Société de distribution : OTL Releasing (États-Unis)
- Pays :  États-Unis
- Genre : Drame, horreur, science-fiction et thriller
- Durée : 103 minutes
- Dates de sortie : 
  - États-Unis : 30 août 2019
  - France : 1er juin 2019 (vidéo)

## Distribution
- David Oyelowo : Jack Radcliff
- Storm Reid : Ashley Radcliff
- Mykelti Williamson : Bobby Owens
- Alfred Molina : Howard Keleshian
- Brian Tyree Henry : Garret Radcliff
- Shinelle Azoroh : Susan Radcliff
- Byron Mann : sergent Roger Martin
- April Grace : sergent Julia Rodriguez
- Ray Barnes : révérend Ray

## Accueil
Le film a reçu un accueil moyen de la critique. Il obtient un score moyen de 49 % sur Metacritic.